# کوپید (ترانه فیفتی فیفتی)
«کوپید» (انگلیسی: Cupid) ترانه‌ای از گروه دخترانه اهل کره جنوبی، فیفتی فیفتی است. این ترانه به عنوان آغاز: کوپید، یک آلبوم تک‌آهنگ شامل ورژن انگلیسی (با عنوان «تویین ورژن»)، خوانده شده توسط اعضای گروه، شیو و آران، در ۲۴ فوریه ۲۰۲۳ منتشر شد.

## جدول‌های موسیقی
| جدول (۲۰۲۳–۲۰۲۴)                                   | بالاترین جایگاه |
| -------------------------------------------------- | --------------- |
| استرالیا (ای‌آرآی‌ای)                                | ۲               |
| اتریش (او۳ تاپ ۴۰ اتریش)                           | ۳۶              |
| بلژیک (اولتراتاپ ۵۰ فلاندرز)                       | ۳۹              |
| کانادا (۱۰۰ تک‌آهنگ داغ کانادا)                     | ۶               |
| کرواسی (اچ‌آرتی)                                    | ۹۲              |
| جمهوری چک (۱۰۰ تک‌آهنگ دیجیتال برتر)                | ۵۰              |
| فرانسه (اس‌ان‌ئی‌پی)                                  | ۹۶              |
| آلمان (جدول‌های رسمی آلمان)                         | ۵۱              |
| گلوبال ۲۰۰ (بیلبورد)                               | ۲               |
| یونان بین‌المللی (آی‌اف‌پی‌آی)                         | ۵۳              |
| هنگ کنگ (بیلبورد)                                  | ۱               |
| مجارستان (۴۰ تک‌آهنگ برتر)                          | ۱۷              |
| هند (بیلبورد)                                      | ۱۷              |
| اندونزی (بیلبورد)                                  | ۱               |
| ایرلند (ایرما)                                     | ۱۴              |
| اسراییل (مدیا فارست)                               | ۱۵              |
| ژاپن هیت‌سیکرز (بیلبورد ژاپن)                       | ۱۶              |
| لوکزامبورگ (بیلبورد)                               | ۱۱              |
| مالزی (بیلبورد)                                    | ۱               |
| منا (آی‌اف‌پی‌آی)                                     | ۵               |
| هلند (Tipparade)                                   | ۶               |
| هلند (گلوبال تاپ ۴۰)                               | ۶               |
| هلند (۱۰۰ تک‌آهنگ برتر)                             | ۵۷              |
| نیوزیلند (ریکوردد میوزیک ان‌زد)                     | ۱               |
| نروژ (وی‌جی-لیستا)                                  | ۱۷              |
| پاراگوئه (دیده‌بان لاتین)                           | ۹               |
| فیلیپین (بیلبورد)                                  | ۲               |
| لهستان (۱۰۰ آهنگ برتر استریم لهستان)               | ۷۲              |
| پرتغال (ای‌اف‌پی)                                    | ۴۸              |
| سنگاپور (آرآی‌ای‌اس)                                 | ۱               |
| اسلواکی (۱۰۰ تک‌آهنگ دیجیتال برتر)                  | ۵۵              |
| کره جنوبی (گائون)                                  | ۷               |
| کره جنوبی (گائون) "Twin" version                   | ۷۸              |
| آلبوم‌های کره جنوبی (گائون) The Beginning: Cupid    | ۱۱              |
| سوئد (فهرست برترین‌های سوئد)                        | ۵۸              |
| سوئیس (شوایزر هیت‌پاراد)                            | ۲۹              |
| تایوان (بیلبورد)                                   | ۹               |
| تک‌آهنگ‌های بریتانیا (اوسی‌سی)                        | ۸               |
| مستقل بریتانیا (اوسی‌سی)                            | ۱۸              |
| بیلبورد هات ۱۰۰ ایالات متحده                       | ۱۷              |
| بزرگسالان معاصر ایالات متحده (بیلبورد)             | ۲۰              |
| ۴۰ تک‌آهنگ برتر بزرگسالان ایالات متحده (بیلبورد)    | ۹               |
| ایرپلی پاپ ایالات متحده (بیلبورد)                  | ۷               |
| فروش جهانی ترانه‌های دیجیتال ایالات متحده (بیلبورد) | ۲               |

| جدول (۲۰۲۳)                            | موفقیت |
| -------------------------------------- | ------ |
| کره جنوبی (گائون)                      | ۹      |
| کره جنوبی (گائون) «تویین» ورژن         | ۸۳     |
| آلبوم‌های کره جنوبی (گائون) آغاز: کوپید | ۵۹     |

| جدول (۲۰۲۳)                                      | جایگاه |
| ------------------------------------------------ | ------ |
| استرالیا (ای‌آرآی‌ای) ریمیکس سابرینا کارپنتر       | ۳۴     |
| کانادا (۱۰۰ تک‌آهنگ داغ کانادا)                   | ۳۳     |
| گلوبال ۲۰۰ (بیلبورد)                             | ۲۰     |
| نیوزیلند (انجمن صنعت ضبط نیوزیلند)               | ۳۰     |
| کره جنوبی (گائون)                                | ۳۵     |
| جدول تک‌آهنگ‌های بریتانیا (شرکت جدول‌های رسمی)      | ۷۶     |
| بیلبورد هات ۱۰۰ ایالات متحده                     | ۴۴     |
| ۴۰ تک‌آهنگ برتر بزرگسالان ایالات متحده (بیلبورد)  | ۳۸     |
| ۴۰ تک‌آهنگ برتر مین استریم ایالات متحده (بیلبورد) | ۲۸     |

## گواهی‌نامه‌ها
| منطقه                                               | گواهی       | واحد گواهی‌شده/فروش |
| --------------------------------------------------- | ----------- | ------------------ |
| استرالیا (آی‌اف‌پی‌آی استرالیا) ریمیکس سابرینا کارپنتر | ۲× Platinum | ۱۴۰٬۰۰۰            |
| کانادا (میوزیک کانادا)                              | ۳× Platinum | ۲۴۰٬۰۰۰            |
| دانمارک (آی‌اف‌پی‌آی)                                  | Gold        | ۴۵٬۰۰۰             |
| فرانسه (اس‌ان‌ئی‌پی)                                   | Gold        | ۱۰۰٬۰۰۰            |
| نیوزیلند (آرآی‌ای‌ان‌زد)                               | Platinum    | ۳۰٬۰۰۰             |
| لهستان (زدپی‌ای‌وی)                                   | Gold        | ۲۵٬۰۰۰             |
| پرتغال (انجمن صنفی گرامافون)                        | Gold        | ۵٬۰۰۰              |
| بریتانیا (بی‌پی‌آی)                                   | Gold        | ۴۰۰٬۰۰۰            |
| رقم فروش+پخش جاری تنها بر پایهٔ گواهی‌ها.             |             |                    |